# إيفون نويورث
إيفون نويورث (بالألمانية: Yvonne Neuwirth)‏ مواليد 4 أغسطس 1992 في النمسا، هي لاعبة كرة مضرب نمساوية وتحتل حالياً المرتبة 962 (21 مارس 2016) في تصنيف رابطة محترفات كرة المضرب. أعلى تصنيف لها في الفردي كان 305. أعلى تصنيف لها في الزوجي كان 442.

## النهائيات

### الفردي (1–4)
| الحصيلة | الرقم | التاريخ       | الدورة              | الأرضية | المنافس           | النتيجة       |
| ------- | ----- | ------------- | ------------------- | ------- | ----------------- | ------------- |
| الوصافة | 1.    | 4 أبريل 2011  | لكهنؤ، الهند        | عشبية   | شارمادا بالوو     | 3–6, 6–2, 2–6 |
| الوصافة | 2.    | 2 أبريل 2012  | الجزائر، الجزائر    | ترابية  | كوني بيرين        | 3–6, 0–6      |
| الفوز   | 1.    | 20 أغسطس 2012 | بورتشاتش، النمسا    | ترابية  | جانينا تولين      | 5–7, 6–3, 6–3 |
| الوصافة | 3.    | 22 يوليو 2013 | باد ترسدورف، النمسا | ترابية  | أدرييانا لكاج     | 2–6, 4–6      |
| الوصافة | 4.    | 26 مايو 2014  | ماريبور، سلوفينيا   | ترابية  | كاترينا سينياكوفا | 1–6, 5–7      |

## روابط خارجية
- إيفون نويورث على موقع رابطة محترفات التنس (الإنجليزية)
- إيفون نويورث على موقع الاتحاد الدولي لكرة المضرب (الإنجليزية)
- إيفون نويورث على موقع خلاصة التنس.كوم (الإنجليزية)
- إيفون نويورث على موقع إي إس بي إن.كوم (الإنجليزية)